# سينجتل
سنغافورة للاتصالات المحدودة (يشار إليها اختصارًا باسم سينجتل ، والتي كانت منمقة سابقًا باسم سينتج تل ) هي تكتل اتصالات متعدد الجنسيات في سنغافورة وواحدة من أربع شركات اتصالات رئيسية تعمل في الدولة، والبعض الآخر ستار هوب وأم وان وتي بي جي تيليكوم . الشركة هي أكبر مشغل شبكة للهاتف المحمول في سنغافورة مع 4.1   مليون مشترك ومن خلال الشركات التابعة لها قاعدة مشتركين متنقلة من 640 مليون عميل في نهاية السنة المالية 2017  كانت الشركة تعرف باسم معدات الاتصالات حتى عام 1995. تقدم سينجتل شبكات مزود خدمات الانترنت وآى بي تي في ( سينجتل TV ) وشبكات الهاتف المحمول  وخدمات الهاتف الثابت.
توسعت بقوة خارج سوقها المحلي وتمتلك حصصًا في العديد من المشغلين الإقليميين، بما في ذلك الملكية الكاملة لثاني أكبر شركة اتصالات أوبتوس في أستراليا و 32.15 ٪ من شركة بهارتي إيرتيل ، ثالث أكبر شركة طيران في الهند .
تسيطر سينجتل على حصة كبيرة في السوق في أستراليا وسنغافورة، مع 82٪ من سوق الخطوط الثابتة، و 47٪ من سوق الهاتف المحمول و 43٪ من سوق النطاق العريض في سنغافورة. تعد الشركة أيضًا ثاني أكبر شركة من حيث القيمة السوقية المدرجة في بورصة سنغافورة  وتملك الغالبية العظمى شركة تماسيك القابضة ، الذراع الاستثمارية لحكومة سنغافورة. سينجتل مستثمر نشط في شركات الابتكار من خلال شركتها الفرعية سينجتل أنوف 8 ، التي تأسست في عام 2011.

## روابط خارجية
- الموقع الرسمي
- مكاتب Singtel العالمية
- Singtel Innov8